# Опанасенко, Александр Валерьевич
Александр Валерьевич Опанасенко (укр. Олександр Валерійович Опанасенко; 20 апреля 1977, Томмот, Алданский улус, Якутия, Россия) — украинский политик, народный депутат Украины 8-го созыва, член парламентской фракции «Самопомощь», беспартийный. Последняя занимаемая должность — директор ООО «Холли Индастриал».

## Биография
Родился в семье Валерия Ивановича Опанасенко, инженера-геофизика, и Натальи Иннокентьевны Опанасенко, телефонистки. Осенью 1986 года семья переехала на постоянное место жительства в УССР (пгт. Глеваха Киевской области). Женат, имеет троих детей. Жена — Наталья Владимировна Волкова-Опанасенко.
25 декабря 2018 года включён в санкционный список России.

## Образование
- 1994 — окончил Боярскую среднюю школу №4.
- 1994–1999 — учился на экономическом факультете Киевского национального университета им. Т. Шевченко. Получил степень бакалавра и специалиста по специальности «Финансы».
- 2000–2001 — обучался по программе MBA в Международном институте менеджмента, г. Киев.

## Трудовая деятельность
- 1995–1997 — оформитель рекламы, менеджер по снабжению СП «Бигборд Лтд.».
- 1999–2002 — экономист ООО «Реклама-Сервис».
- 2002–2003 — менеджер по маркетингу ООО «Телемедиа Украина».
- 2003–2004 — заместитель директора по финансовым вопросам ООО «Дизайн Дивижин 2».
- 2004–2006 — исполнительный директор ООО «Форекс Клуб Украина».
- 2006–2008 — начальник финансового управления ООО «Ви Эй Би Экспресс».
- 2008–2008 — финансовый директор ЗАО «Ви Эй Би Страхование».
- 2008–2010 — финансовый директор ООО «Кредит Коллекшн Групп».
- 2011–2013 — финансовый директор ООО «ОТП Факторинг Украина».
- 2013—2014 — директор ООО «Холли Индастриал» (официальный лицензиат технологии URETEK).

## Законотворческая деятельность
- Законопроекты, поданные субъектом права законодательной инициативы  Архивная копия от 7 августа 2016 на Wayback Machine